# Lake Oswego
Lake Oswego est une ville du nord-ouest de l'Oregon (comté de Clackamas), qui se trouve autour d'un petit lac de 1,6 km2, le lac Oswego. En 2000, la ville avait une population de 35 278 habitants. La superficie de la ville est de 26,9 km2 et la densité de population est de 1316 hab./km2.

## Géographie
Lake Oswego était occupée par les Amérindiens clackamas lorsque les Européens arrivèrent. Les maladies que ceux-ci apportèrent décimèrent les tribus implantées dans la région.

## Démographie
Les 35 278 habitants de Lake Oswego étaient répartis en 2000 en 9 658 familles. La ville compte 15 741 maisons. À Lake Oswego, 97,13 % de la population est blanche, 0,57 % est d'origine asiatique, 0,05 % est afro-américaine, 0,16 % des habitants sont originaires d'Océanie et 0,32 % des habitants sont amérindiens.

## Naissances
- Julianne Phillips (actrice)
- Peter Cochran (footballeur)

## Jumelage
- Yoshikawa  Japon